# Dissimiloglobigerina
Dissimiloglobigerina es un género de foraminífero planctónico considerado como nomen nudum e invalidado, aunque también considerado un sinónimo posterior de Catapsydrax de la familia Catapsydracidae, de la superfamilia Globorotalioidea, del suborden Globigerinina y del orden Globigerinida. No fue designada especie tipo, pero se asume que es Globigerina dissimilis. Su rango cronoestratigráfico abarca desde el Bartoniense (Eoceno medio) hasta el Burdigaliense inferior (Mioceno superior).

## Discusión
Clasificaciones posteriores incluirían Dissimiloglobigerina en la familia Globigerinidae. Dissimiloglobigerina fue propuesto como un subgénero de Globigerina, es decir, Globigerina (Dissimiloglobigerina). El nombre Dissimiloglobigerina fue introducido como un nombre informal, y por tanto debe ser considerado como nomen nudum e invalidado según los Art. 11 y 16 del ICZN. Fue propuesto para incluir formas equivalentes a las de Catapsydrax.

## Clasificación
Dissimiloglobigerina incluía a las siguientes especies:
- Dissimiloglobigerina dissimilis †